# Svarttjärnen (Bodums socken, Ångermanland, 709726-152420)
Svarttjärnen är en sjö i Strömsunds kommun i Ångermanland och ingår i Ångermanälvens huvudavrinningsområde.